# Matthias Hager (Basketballfunktionär)
Matthias Hager (* 1979) ist ein österreichischer Basketballfunktionär.

## Laufbahn
Hager spielte Basketball beim Wiener Verein WAT Wieden, engagierte sich ehrenamtlich bei Union West Wien, übernahm dort Manageraufgaben und war von 2006 bis 2008 Manager der Basket Clubs Vienna. Er absolvierte an der Universität Wien ein Lehramtstudium in den Fächern Bewegung und Sport, Psychologie und Philosophie. Hauptamtlich arbeitete er als Koordinator beim Österreichischen Basketballverband und war unter anderem in der Verwaltung sowie im Nachwuchsbereich tätig.
Im Sommer 2008 trat er beim Bundesligisten BK Klosterneuburg die Stelle des Managers an.